# Pero-Casevecchie
Pero-Casevecchie (kors. Peru è Casevechje) – miejscowość i gmina we Francji, w regionie Korsyka, w departamencie Górna Korsyka.
Według danych na rok 1990 gminę zamieszkiwało 106 osób, a gęstość zaludnienia wynosiła 23 osoby/km².